# Nigel Davenport
Arthur Nigel Davenport (Cambridgeshire, 23 de mayo de 1928-ibídem, 25 de octubre de 2013) fue un actor británico de cine y televisión.
Representó a lord Birkenhead, el miembro del Comité Olímpico Británico que aconseja a los atletas en la película Carros de fuego (1981), y al mayor Jack Downing en la película Greystoke, la leyenda de Tarzán (1984).

## Biografía

### Primeros años
Davenport nació en Great Shelford, en el distrito de Cambridgeshire, hijo de Katherine-Lucy Meiklejohn y de Arthur Henry Davenport.
Su padre era ecónomo en el Sidney Sussex College, perteneciente a la Universidad de Cambridge. Davenport creció en una familia académica y fue educado en la St. Peter's School, Seaford, Cheltenham College y Trinity College (perteneciente a la Universidad de Oxford). Originalmente estudió Filosofía, Política y Economía, pero gracias al asesoramiento de uno de sus tutores, cambió a Lengua Inglesa.

### Carrera
Davenport apareció por primera vez en el escenario en el teatro Savoy y luego con la Shakespeare Memorial Company, antes de unirse al elenco de la English Stage Company, de la que fue uno de los primeros miembros, en el Royal Court Theatre, en 1956.
Comenzó a aparecer en producciones del cine y la televisión británica en papeles secundarios, incluyendo un walk-on en la película Look Back in Anger (1959), de Tony Richardson. Papeles subsecuentes incluyeron un productor de teatro junto al actor Laurence Olivier ―en la versión cinematográfica de The Entertainer― y un policía en Peeping Tom (1960), de Michael Powell.
Comenzó a hacerse famoso representando a Thomas Howard, 3.º duque de Norfolk en Un hombre para la eternidad (1966) y tuvo un papel importante como lord Bothwell en María, reina de Escocia.
En 1972 apareció como George Adamson, junto a Susan Hampshire en Living Free, la secuela de Born Free.
En 1973 actuó con Jack Palance en la producción de Drácula, el último romántico (1973), de Dan Curtis.

Yo estaba bastante asustado por ese caballero: ¡era tan alto! Medía 1 metro 93; y como quería parecerse a Drácula, se había puesto unos tacos de 8 cm, así que quedó como de 2 metros. Así que era un tipo muy alto.
I was pretty frightened of that gentleman because he was so bloody tall! He was six-foot-four and, as he wanted to look like Dracula, he had three-inch lifts in his shoes, so he was like six-foot-seven―and he was a big guy.
Nigel Davenport

Durante la producción de la película 2001: una odisea del espacio, de Stanley Kubrick, Davenport leyó la parte de la computadora HAL 9000 fuera de cámara durante los diálogos de la computadora con los actores Keir Dullea y Gary Lockwood. Finalmente para el papel de la voz de HAL fue elegido el actor canadiense Douglas Rain.
Davenport tuvo el papel protagónico en la película Phase IV (1974), que no tuvo éxito.
También actuó en series de TV, como su personaje de Charles Voyson en el episodio 16 de la tercera temporada de El Santo, The Rhine Maiden.
En febrero de 1997, Davenport fue sujeto del programa This Is Your Life (‘Esta es tu vida’) cuando fue sorprendido por Michael Aspel en los establos de David Nicholson cerca de Cheltenham.
Se retiró de la actuación en el 2001, cuando ya no fue capaz de memorizar las líneas de los guiones.
Se cree que el actor Nigel Davenport falleció tras sufrir una neumonía.

## Personal

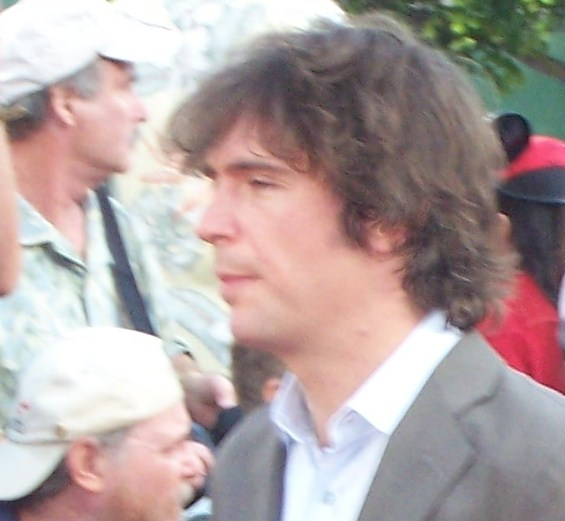
El actor británico Jack Davenport (1973-), hijo de Nigel.

Nigel Davenport se casó dos veces, primero en Helena Margaret White a quien conoció mientras estudiaba en la Universidad de Oxford. Se casaron en 1951 y tuvieron una hija, Laura (actriz, 1956-), y un hijo, Hugo. Su segunda esposa fue la actriz Maria Aitken, con la que tuvo un segundo varón, Jack Davenport (1973-), también actor, que se hizo conocido como coprotagonista de Piratas del Caribe. De acuerdo con Jerry Bruckheimer ―productor de las películas Piratas del Caribe―, Jack Davenport fue elegido como el personaje de James Norrington, en parte debido a la participación de su padre Nigel en Huracán en Jamaica.

## Filmografía
- 1957-1958: The Adventures of Robin Hood (serie de televisión).
- 1959: Look Back in Anger.
- 1960: Peeping Tom.
- 1960: The Entertainer.
- 1962: Mix Me a Person.
- 1963: Ladies Who Do.
- 1964: The Third Secret.
- 1965: Viento en las velas, dirigida por Alexander Mackendrick; adaptación de la novela Huracán en Jamaica, de Richard Hughes.
- 1965: Where the Spies Are.
- 1965: Sands of the Kalahari.
- 1965: Life at the Top.
- 1966: A Man for All Seasons.
- 1968: Sebastian.
- 1968: Mercenarios sin gloria (película), con Michael Caine.[8]
- 1968: The Strange Affair.
- 1969: The Royal Hunt of the Sun.
- 1969: The Virgin Soldiers.
- 1970: No Blade of Grass.
- 1970: The Mind of Mr. Soames.
- 1971: Mary, Queen of Scots.
- 1971: Villain.
- 1971: The Last Valley.
- 1972: Living Free, como el conservacionista George Adamson (1906-1989).
- 1972: South Riding (serie de televisión).
- 1973: Bram Stoker’s Dracula (protagonizada por Jack Palance); como Van Helsing
- 1973: The Picture of Dorian Gray.
- 1974: Phase IV.
- 1975: La Regenta (película española, dirigida por Gonzalo Suárez); como Álvaro Mesía.
- 1975: Oil Strike North (serie de televisión).
- 1977: The Island of Dr. Moreau.
- 1977: Stand Up, Virgin Soldiers.
- 1979: The London Connection.
- 1979: Zulu Dawn (junto con Simon Ward).
- 1980: Cry of the Innocent (Gray Harrison Hunt).
- 1981: Chariots of Fire, como lord Birkenhead, miembro del Comité Olímpico Británico, que aconseja a los atletas.
- 1981: Nighthawks.
- 1981: Masada (miniserie).
- 1982: Minder.
- 1982: An Inspector Calls (serie de televisión), de Arthur Birling.
- 1984: A Christmas Carol.
- 1984: Greystoke: The Legend of Tarzan, Lord of the Apes, como el mayor Jack Downing.
- 1985-1990: Howards' Way (serie de televisión).
- 1986: Caravaggio.
- 1986: Lord Mountbatten: The Last Viceroy.
- 1986: Death of a Snowman
- 1988: Without a Clue.
- 1991: Trainer (serie de televisión), como James Brant.
- 1993: Keeping Up Appearances ("The Commodore").
- 1996: The Treasure Seekers.
- 1997: Shanghai 1937.
- 1998: La vuelta de El Coyote.
- 1998: Mosley (serie de televisión), como el vizconde Rothermere.
- 2000: Longitude (miniserie).
- 2000: David Copperfield (serie de televisión estadounidense).
- 2000: Midsomer Murders (serie de televisión).